# Born to Run
Born to Run —en español: Nacido para correr— es el tercer álbum de estudio del músico estadounidense Bruce Springsteen, publicado por la compañía discográfica Columbia Records en agosto de 1975. Su grabación tuvo lugar en los estudios de sonido Record Plant de la ciudad de Nueva York entre 1974 y 1975 bajo la producción de Mike Appel, Jon Landau y el propio Springsteen. Fue publicado por la discográfica Columbia Records el 25 de agosto de 1975.
El álbum se caracteriza por el uso de introducciones generalmente instrumentales en cada canción. Tuvo un gran recibimiento por parte del público, llegando al número tres en el Billboard 200 y alcanzó de igual forma altos lugares en el resto del mundo. De la producción se desprendieron los sencillos «Born to Run» y «Tenth Avenue Freeze-Out», aunque en las radios orientadas a música rock también podían escucharse "Thunder Road" y "Jungleland."
Su recepción por la crítica fue muy buena, considerándolo como el mejor trabajo de Springsteen y uno de los más importantes de la historia del rock. En el 2003 la revista Rolling Stone lo colocó en el n.º 18 en su lista de los 500 mejores álbumes de todos los tiempos. En el 2004 un jurado compuesto por expertos en preservación de música y sonido de los Estados Unidos la anexó en el Registro Nacional de Grabaciones de la Biblioteca del Congreso de Estados Unidos debido a su "significancia cultural o histórica" en la vida norteamericana. El 14 de noviembre de 2005 se puso en circulación la edición de "30o Aniversario" que incluye una versión remasterizada del disco y dos DVD, uno conteniendo un filme de la producción de Born to Run y otro con un concierto.

## Historia
Born to Run supuso un gran éxito comercial y sirvió como plataforma de lanzamiento de la carrera musical de Springsteen tanto en los Estados Unidos como en el resto del mundo. Fue, asimismo, el primer trabajo discográfico del músico en el que se incluía a Roy Bittan y Max Weinberg. Born to Run sería publicado con un general reclamo por parte de la crítica: mientras sus dos primeros álbumes, Greetings from Asbury Park, N.J. y The Wild, the Innocent & the E Street Shuffle, recibieron reseñas buenas, el éxito popular fue más bien modesto; por el contrario, Born to Run cimentó la reputación de Springsteen en el mundo musical y sirvió para establecer su primera base fija de seguidores.
El álbum se caracteriza por el uso de introducciones generalmente instrumentales en cada canción (todo el álbum fue compuesto en piano, no en guitarra), así como por la técnica de sonido empleada por Phil Spector en álbumes como Let It Be, característica por la exagerada sobreprodución, llegando a desarrollar lo que fue denominado como el "muro de sonido". Según Springsteen, la intención era que Born to Run sonase a "Roy Orbison con Bob Dylan cantando y Phil Spector en la producción."
Las primeras ediciones de Born to Run sustituirían el título de "Meeting Across the River" por el de "The Heist". Asimismo, el título del álbum se imprimió en un estilo semejante al grafiti. Dichas copias, muy escasas, son consideradas como piezas de coleccionistas en círculos privados.
Tras su publicación, Born to Run alcanzó el puesto #3 en la lista Billboard 200, pasando cerca de dos años entre los 100 álbumes mejor vendidos. A fecha de 2006, Born to Run había vendido 6 millones de copias sólo en Estados Unidos, siendo el segundo álbum mejor vendido de Springsteen tras Born in the U.S.A.. Del mismo modo, algunas críticas al álbum llegarían a convertirse en plegarias, como en el caso del crítico musical Greil Marcus, quien llegó a comparar la introducción de "Backstreets" con la Ilíada.

## Recepción
Tras su publicación, Born to Run obtuvo en su mayoría reseñas positivas de la prensa musical. William Ruhlmann de Allmusic otorgó al álbum la máxima puntuación y escribió: «Llamar Born to Run exagerado es equivocarse; la intención de Springsteen es volar cosas, tanto en el sentido de expandirlas a tamaños colosales como en explotarlas. Si The Wild, the Innocent and the E Street Shuffle fue un accidente milagroso, Born to Run fue una obra maestra intencionada. Declara su propia grandeza con canciones y un sonido a la altura de la promesa de Springsteen, y aunque algunos piensan que se lo toma demasiado en serio, muchos lo encontraron exaltante». En el mismo sentido, Greil Marcus de la revista Rolling Stone comentó: «"Oh, vamos, toma mi mano", canta Springsteen, "conduciendo hasta la tierra prometida". Y ahí, en una línea, está Born to Run. Coges lo que encuentras, pero nunca dejas tu demanda para algo mejor porque, en tu corazón, sabes que te lo mereces. Esa contradicción es lo que mantiene la historia de Springsteen, y la tierra prometida, viva. Springsteen tomó lo que encontró e hizo algo mejor de sí mismo. Este álbum es eso». En Chicago Tribune, el periodista Greg Kot escribió: «Es melodramático, y con sus ecos del muro de sonido de Phil Spector, Born to Run sella a Springsteen más como a un sintetizador que como a un innovador. Pero el escapismo no ha sonado tan gloriosso o desesperado desde, bueno, los días de Spector».
La posición de Born to Run como uno de los discos más valorados por la crítica musical se ha mantenido en sucesivos años. En 1987, la revista Rolling Stone situó el álbum en el puesto ocho de la lista de los cien mejores discos de los últimos veinte años, y en 2003 alcanzó el puesto 18 de la lista de los 500 mejores discos de todos los tiempos, elaborada por el mismo medio de comunicación. En 2001, el canal de televisión VH1 lo nombró el 27º mejor disco de todos los tiempos, y dos años después, fue situado como el álbum más popular en la primera guía musical elaborada por Zagat Survey.
La publicación de Born to Run fue seguida de una campaña promocional dirigida a consumidores e industria musical en la que Columbia Records gastó 250 000 dólares y en la que usaron la frase de Jon Landau, productor del disco y colaborador de la revista Rolling Stone: «I saw rock 'n' roll's future-and its name is Bruce Springsteen» —en español: «Vi el futuro del rock and roll, y su nombre es Bruce Springsteen»—. Gracias en parte a la publicidad, Born to Run ascendió al tercer puesto en su quinta semana en lista, tras debutar en la posición 84 la semana del 13 de septiembre de 1975, y fue certificado al poco tiempo como disco de oro. La semana del 27 de octubre, Springsteen salió en la portada de las revistas Time y Newsweek. En la primera, Jay Cocks alabó a Springsteen, mientras que el artículo publicado en Newsweek ironizó el apelativo del «nuevo Bob Dylan» que rodeó a Springsteen en sus primeros años de carrera musical.
Molesto con la promoción de Columbia, Springsteen comentó: «La decisión de etiquetarme como el futuro del rock fue un gran error y me hubiese gustado estrangular al tipo que pensó eso». Cuando Springsteen llegó al Hammersmith Odeon de Londres para el primer concierto de su gira por Gran Bretaña, quitó personalmente los pósteres que rezaban «Finally the world is ready for Bruce Springsteen» —en español: «Finalmente el mundo está preparado para Bruce Springsteen»— y ordenó que los pines con el lema de Landau no fuesen vendidos. Por temor a que la publicidad pudiese resultar contraproducente, Columbia suspendió cualquier entrevista de la prensa con Springsteen. Tras reducir la campaña de promoción, las ventas de Born to Run descendieron y el álbum salió de la lista tras 29 semanas.
A lo largo de sucesivos años, Born to Run continuó siendo un disco con fuertes ventas, y volvió a entrar en la lista Billboard 200 después del lanzamiento de The River a finales de 1980. Cinco años después, el álbum volvió a entrar en el puesto 101 con motivo de la publicación de Born in the U.S.A.. En 1986, la RIAA certificó Born to Run como triple disco de platino.
En 2004, Born to Run entró en el registro nacional de grabaciones históricas de la Biblioteca del Congreso de Estados Unidos. Un año después, el representante de los Estados Unidos Frank Pallone, junto a otros 21 patrocinadores, respaldaron la resolución 628 en la que felicitaban a Springsteen «en el trigésimo aniversario de su obra maestra Born to Run, elogiándolo en una carrera que ha tocado la vida de millones de estadounidenses». En general, resoluciones en honor a hijos nativos son aprobadas con un voto simple; sin embargo, este proyecto no sobrepasó el Comité de Educación y Fuerza Laboral.

## Portada del álbum
La portada de Born to Run es una de las imágenes más populares e icónicas de la música rock. Eric Meola fue el encargado de realizar la fotografía, durante una sesión fotográfica de tres horas en las que tomó 900 retratos, posteriormente recopilados en el libro Born to Run: The Unseen Photos.
La fotografía muestra a Springsteen de perfil sosteniendo una Fender Esqure mientras se apoya en el hombro del saxofonista de la E Street Band Clarence Clemons.  Según relató Meola: «Pasaron otras cosas, pero cuando vimos los negativos, esa pareció aparecer. Supimos al instante que esa era la fotografía». Durante la gira de promoción de Born to Run, Springsteen y Clemons solían emular la pose de la portada durante unos segundos después de una canción mientras se atenuaban las luces.
La pose de Springsteen y Clemons en la portada de Born to Run fue imitada en numerosas ocasiones, desde el álbum de Cheap Trick Next Position Please a la portada del recopilatorio de Car Talk Born Not to Run: More Disrespectful Car Songs, pasando por el Born to Add de los muñecos de Barrio Sésamo Bert y el Monstruo de las Galletas. El grupo español Los Secretos con su álbum Algo Prestado, de 2015.

## Reediciones
El 14 de noviembre de 2005, con motivo del trigésimo aniversario de su publicación original, Columbia Records reeditó Born to Run en formato de caja recopilatoria. La caja incluyó una versión remasterizada del disco con sus ocho canciones originales, además de dos DVD. El primero, titulado Wings for Wheels, incluyó un documental sobre la grabación del álbum y tres canciones grabadas en directo el 1 de mayo de 1973 en el Ahmanson Theater de Los Ángeles. Wings for Wheels obtuvo un Grammy al mejor video musical de formato largo en la 49.ª edición de los premios.
El segundo DVD, titulado Bruce Springsteen & The E Street Band Hammersmith Odeon, London '75, incluyó un largometraje del concierto filmado el 18 de noviembre de 1975 en el Hammersmith Odeon de Londres durante la breve etapa europea de la gira de promoción de Born to Run. La grabación del concierto fue posteriormente editada en el álbum Hammersmith Odeon London '75.
Ediciones vendidas a través de Best Buy incluyeron una réplica en CD del sencillo «Born to Run». El 3 de diciembre de 2005, la caja recopilatoria debutó en el puesto 18 de la lista Billboard 200 con 53 206 copias vendidas.

## Lista de canciones
Todas las canciones escritas y compuestas por Bruce Springsteen. 
| Cara A |                           |          |  |
| N.º    | Título                    | Duración |  |
| 1.     | «Thunder Road»            | 4:50     |  |
| 2.     | «Tenth Avenue Freeze-Out» | 3:12     |  |
| 3.     | «Night»                   | 3:02     |  |
| 4.     | «Backstreets»             | 6:31     |  |

| Cara B |                            |          |  |
| N.º    | Título                     | Duración |  |
| 1.     | «Born to Run»              | 4:30     |  |
| 2.     | «She's the One»            | 4:31     |  |
| 3.     | «Meeting Across the River» | 3:20     |  |
| 4.     | «Jungleland»               | 9:35     |  |

## Personal
| Músicos - Bruce Springsteen: voz, guitarra, armónica, bajo y orquestación - Wayne Andre: trombón - Roy Bittan: piano, órgano, Fender Rhodes, glockenspiel y clavecín - Michael Brecker: saxofón tenor y corno inglés - Randy Brecker: fliscorno, trompeta y corno inglés - Ernest Carter: batería - Clarence Clemons: saxofones y pandereta - Richard Davis: bajo - Charles Calello: orquestación - Danny Federici: teclados y órgano - Suki Lahav: violín - David Sanborn: saxofón barítono - David Sancious: teclados - Garry Tallent: bajo - Steve Van Zandt: coros - Max Weinberg: batería | Equipo técnico - Andy Abrams: ingeniero asistente - Mike Appel: producción musical - Angie Arcuri: ingeniero asistente - John Berg: diseño - Greg Calbi: masterización - Ricky Delena: ingeniero asistente - Andy Engel: diseño - Jimmy Iovine: ingeniero de sonido y mezclas - Louis Lahav: ingeniero de sonido - Jon Landau: productor musical - Bob Ludwig: remasterización - Eric Meola: fotografía - Thom Panunzio: ingeniero asistente - Corky Stasiak: ingeniero asistente - David Thoener: ingeniero asistente |

## Posición en listas
| Año  | País           | Lista                     | Posición |
| ---- | -------------- | ------------------------- | -------- |
| 1975 | Australia      | ARIA Albums Charts        | 7        |
| 1975 | Canadá         | RPM Albums Chart          | 31       |
| 1975 | Estados Unidos | Billboard 200             | 3        |
| 1975 | Irlanda        | Irish Albums Chart        | 20       |
| 1975 | Noruega        | VG-lista Albums Chart     | 26       |
| 1975 | Nueva Zelanda  | New Zealand Top 40 Albums | 31       |
| 1975 | Países Bajos   | Mega Album Top 100        | 7        |
| 1975 | Reino Unido    | UK Album Chart            | 17       |
| 1975 | Suecia         | Albums Top 60             | 7        |
| 1980 | Estados Unidos | Billboard 200             | 66       |
| 1985 | Estados Unidos | Billboard 200             | 101      |
| 1985 | Reino Unido    | UK Albums Chart           | 17       |
| 2005 | Estados Unidos | Billboard 200             | 18       |
| 2005 | Estados Unidos | Top Internet Albums       | 18       |
| 2010 | Estados Unidos | Top Pop Catalog           | 26       |

| Año  | Sencillo                  | Lista                    | Posición más alta |
| ---- | ------------------------- | ------------------------ | ----------------- |
| 1975 | «Born to Run»             | Billboard Hot 100        | 23                |
| 1975 | «Born to Run»             | Cash Box Top 100 Singles | 17                |
| 1975 | «Born to Run»             | Singles Top 60           | 18                |
| 1976 | «Tenth Avenue Freeze-Out» | Billboard Hot 100        | 83                |
| 1976 | «Tenth Avenue Freeze-Out» | Cash Box Top 100 Singles | 63                |